# Aeroporto Internacional de Lviv Danylo Halytskyi
O Aeroporto Internacional de Lviv Danylo Halytskyi (em ucraniano: Міжнародний аеропорт "Львів" імені Данила Галицького) (IATA: LWO, ICAO: UKLL) é um aeroporto internacional localizado na cidade de Lviv, na Ucrânia.

## História
Fundado em 1929 como Aeroporto Lwów-Skniłów. Skniłów era o nome da aldeia vizinha que hoje faz parte de Lviv. Antes da Segunda Guerra Mundial, operava uma rota doméstica para Varsóvia e Cracóvia. Em 1930, foi lançada a rota internacional para Bucareste, que foi estendida em 1931 para Sófia e Salónica. Em 1936, a rota acima foi estendida a Atenas e Lida.